# Erythrus gilvellus
Erythrus gilvellus es una especie de escarabajo longicornio del género Erythrus, tribu Pseudolepturini, orden Coleoptera. Fue descrita científicamente por Holzschuh en 2006.

## Descripción
Mide 15,1-20,2 milímetros de longitud.

## Distribución
Se distribuye por Malasia y Tailandia.